# 1923-as Copa América
Az 1923-as Dél-amerikai Válogatottak Bajnoksága a 7. dél-amerikai kontinenstorna volt, melynek Uruguay másodszor adott otthont, és negyedik alkalommal nyerte meg.
A torna egyben az 1924. évi nyári olimpiai játékok labdarúgótorna selejtezője is volt.

## Résztvevők
Eredetileg öt csapat vett volna részt a tornán:
- Argentína
- Brazília
- Chile
- Paraguay
- Uruguay

Chile visszalépett.

## Eredmények
A négy részt vevő válogatott egy csoportban, körmérkőzéses formában mérkőzött meg egymással. A csoport élén végzett csapat nyerte meg a kontinensviadalt.

### Mérkőzések
| 1923. október 29. |

| Argentína                       | 4–3   | Paraguay                        |
| ------------------------------- | ----- | ------------------------------- |
| Saruppo 18' Aguirre 58' 77' 86' | (1–1) | Rivas 10' Zelada 49' Fretes 65' |

| Parque Central, Montevideo Nézőszám: 20 000 Játékvezető: Angel Minoli (uruguayi) |

| 1923. november 4. |

| Uruguay     | 2–0   | Paraguay    |
| ----------- | ----- | ----------- |
| Scarone 11' | (1–0) | Petrone 87' |

| Parque Central, Montevideo Nézőszám: 20 000 Játékvezető: Servando Pérez (argentin) |

| 1923. november 11. |

| Brazília | 0–1   | Paraguay     |
| -------- | ----- | ------------ |
|          | (0–0) | I. López 56' |

| Parque Central, Montevideo Nézőszám: 15 000 Játékvezető: Servando Pérez (argentin) |

| 1923. november 18. |

| Argentína              | 2–1   | Brazília |
| ---------------------- | ----- | -------- |
| Onzari 11' Saruppo 76' | (1–1) | Nilo 15' |

| Parque Central, Montevideo Nézőszám: 15 000 Játékvezető: Miguel Barba (paraguayi) |

| 1923. november 25. |

| Uruguay             | 2–1   | Brazília |
| ------------------- | ----- | -------- |
| Petrone 56' Cea 75' | (0–0) | Nilo 59' |

| Parque Central, Montevideo Nézőszám: 20 000 Játékvezető: Servando Pérez (argentin) |

| 1923. december 2. |

| Uruguay               | 2–0   | Argentína |
| --------------------- | ----- | --------- |
| Petrone 28' Somma 88' | (1–0) |           |

| Parque Central, Montevideo Nézőszám: 22 000 Játékvezető: Antônio Carneiro de Campos (brazil) |

### Végeredmény
A hazai csapat eltérő háttérszínnel kiemelve.
| Helyezés | Nemzet    | M | Gy | D | V | G+ | G– | Gk | P |
| -------- | --------- | - | -- | - | - | -- | -- | -- | - |
| Arany    | Uruguay   | 3 | 3  | 0 | 0 | 6  | 1  | +5 | 6 |
| Ezüst    | Argentína | 3 | 2  | 0 | 1 | 6  | 6  | 0  | 4 |
| Bronz    | Paraguay  | 3 | 1  | 0 | 2 | 4  | 6  | –2 | 2 |
| 4.       | Brazília  | 3 | 0  | 0 | 3 | 2  | 5  | –3 | 0 |

| Az 1923-as Dél-amerikai Válogatottak Bajnoksága győztese |
| -------------------------------------------------------- |
| URUGUAY 4. cím                                           |

### Gólszerzők
| 3 gólos - Valdino Aguirre - Pedro Petrone 2 gólos - Blas Saruppo - Nilo Braga | 1 gólos - Cesáreo Onzari - Luis Fretes - Ildefonso López - Gerardo Rivas - Agustín Zelada - José Cea - Héctor Scarone - Pascual Somma |

## Külső hivatkozások
- 1923 South American Championship 1923